# Alan Page
Alan Cedric Page (7 de agosto de 1945) es un ex jurista y exjugador de fútbol americano.
Recibió fama nacional como un tackleador defensivo en el National Football League (NFL) durante 15 temporadas con los Minnesota Vikings y Chicago Bears, y entonces inició una carrera jurídica. Sirvió como juez asociado de la Corte Suprema de Minnesota desde 1993 hasta 2015. Page fue el primer jugador defensivo en recibir el Premio MVP. Es un miembro del Salín de la Fama del Fútbol Americano Universitario y el Salón de la Fama del Fútbol Americano Profesional y es considerado uno de los mejores linieros defensivos del deporte. En 2018, el presidente Donald Trump otorgó a Page la Medalla Presidencial de la Libertad.

## Biografía
Page nació en Canton, Ohio. Se graduó del Canton Central Catholic High School en 1963, donde jugaba varios deportes, y sobresalió en el fútbol americano. Trabajó en un equipo de construcción que construyó el Salón de la Fama del Fútbol Americano Profesional.
Después de graduarse del colegio, Page jugó al fútbol americano en la Universidad de Notre Dame. En 1966, formó parte del equipo que ganó el campeonato nacionalAll-American.
En 1993, Page fue admitido en el Salón de la Fama del Fútbol Americano Universitario.

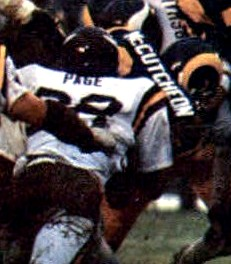
Page tackleando al running back Lawrence McCutcheon en 1977

Page fue escogido por los Minnesota Vikings en 1967, y Page jugó con ellos hasta 1977. Con los Vikings, Page jugó en cuatro Super Bowls (IV, VIII, IX, XI). Page se unió a los Chicago Bears en 1978 y jugó con ellos por cuatro temporadas.

En 1971 Page fue nombrado el MVP de la NFL,[cita requerida] el primer jugador defensivo nombrado así. 
Page fue el representante de los jugadores para el National Football League Players Association de 1970 a 1974 y de 1976 a 1977. En 1988, Page fue admitido en el Salón de la Fama del Fútbol Americano Profesional.
Después de su carrera como jugador, Page sirvió como un comentarista deportivo para TBS y entonces para NPR.[cita requerida]
Mientras jugando para los Vikings, Page asistió a la Escuela de Derecho de la Universidad de Minnesota, donde recibió un juris doctor en 1978. Después de graduarse, Page trabajó en el bufete de Minneapolis Lindquist and Vinnum fuera de temporadas. Page fue nombrado fiscal general especial adjunto en 1985, y fue entonces ascendido a fiscal general adjunto.
En 1992 Page fue nombrado a la Corte Suprema de Minnesota, el primer afroestadounidense en esa corte. Sirvió hasta su jubilación mandatoria a la edad de 70 en 2015.
Alan era casado con Diane Sims Page desde 1973 hasta su muerte en 2018. En 1988, la familia Page estableció el Page Education Foundation, el que provee ayuda financiera y consejo para estudiantes de color a cambio de compromisos de su estudiantes de ofrecer más servicio voluntario en sus propias comunidades. El Page Education Foundation ha proveído becas a más de 6.750 estudiantes, quienes han dado más de 420.000 horas de servicio voluntario.
En noviembre de 2018, el presidente Donald Trump otorgó a Page la Medalla Presidencial de la Libertad.